# Club Deportivo Real de Minas
El Club Deportivo Real de Minas, conocido como Real de Minas, fue un club de fútbol hondureño que jugó por última vez en la Primera División de Honduras.

## Historia
Fue fundado en el año 2012 en la capital Tegucigalpa con el nombre INFOP RNP como un equipo aficionado integrado por personal del Registro Nacional de Personas, ingresando ese mismo año a la Liga Mayor de Honduras.
En 2016 es campeón de la tercera división y consigue el ascenso a la Liga de Ascenso de Honduras, y en el apertura 2017/18 vence en la final al Villanueva FC y es campeón, y a inicios del 2018 cambia su nombre por el de Tegucigalpa FC.
Posteriormente para el Apertura 2018/19 de la Liga Nacional de Fútbol Profesional de Honduras pasa a llamarse Real de Minas.
El Real de Minas descendió a la Liga de Ascenso de Honduras el 27 de abril de 2021, luego de perder 5-2 ante Honduras Progreso, terminando en el último lugar de la Tabla Acumulada de la Liga Nacional de Honduras. 
El equipo desapareció el 5 de agosto de 2021, luego de un comunicado de su presidente, Gerardo Enrique Martínez, tras declararse como 'insolvente' por deudas y demandas acumuladas del club.

## Estadio

Club Deportivo Real de Minas

Originalmente, el club jugaba sus partidos de local en el Estadio El Birichiche de Tegucigalpa. Sin embargo, una vez que el club ascendió a la máxima categoría, las autoridades determinaron que dicho recinto no reunía las condiciones necesarias para albergar partidos de Liga Nacional. Por tal razón, la directiva del club decidió utilizar tres sedes distintas para ejercer su localía: Nacional (Tegucigalpa), Marcelo Tinoco (Danlí) y Roberto Martínez Ávila (Siguatepeque). Finalmente, a partir del Apertura 2019, se oficializó a Danlí como sede permanente del club.

## Uniforme
- Uniforme titular: Camiseta verde fluo, short verde fluo y medias verde fluo.
- Uniforme alternativo: Camiseta blanca, short morado y medias blancas.
- Uniforme alternativo: Camiseta azul, short azul y medias azules.
- Cuarto uniforme: Camiseta negra, short negro y medias negras.

### Uniforme actual
| Titular | Alternativo | Tercero | Cuarto |

### Indumentaria y patrocinador
| Período       | Proveedor |
| ------------- | --------- |
| 2018-2019     | Errea     |
| 2019-presente | MGSports  |

| Período       | Patrocinador(es) |                   |
| ------------- | ---------------- | ----------------- |
| 2018-presente | DeTodo           | BI-DSS Technology |

## Jugadores

### Plantilla 2021
- Los equipos hondureños están limitados a tener en la plantilla un máximo de cuatro jugadores extranjeros.

### Altas Clausura 2021
| Altas  |                  |               |                       |                 |
| Dorsal | Jugador          | Posición      | Procedencia           | Tipo            |
|        | Alex Guity       | Portero       | Olimpia               | Cesión          |
|        | Robel Bernárdez  | Defensa       | Motagua               | Cesión          |
|        | Bryan Castro     | Defensa       | Victoria              | Fin de contrato |
|        | Allan Meléndez   | Defensa       | Parrillas One         | Fin de contrato |
|        | Elison Rivas     | Defensa       | Real España           | Cesión          |
|        | Edder Delgado    | Mediocampista | Honduras Progreso     | Libre           |
|        | Joshua Nieto     | Mediocampista | Platense              | Libre           |
|        | Marvin Cálix     | Mediocampista | Olancho               | Libre           |
|        | Kevin Johnson    | Mediocampista | Platense              | Libre           |
|        | Misael Bernárdez | Mediocampista | Valle                 | Libre           |
|        | Kevin Maradiaga  | Mediocampista | Univ. Pedagógica      | Libre           |
|        | Foslyn Grant     | Delantero     | Vida                  | Libre           |
|        | Jairo Róchez     | Delantero     | Univ. Pedagógica      | Libre           |
|        | Tahir Hanley     | Delantero     | Village Superstars FC | Fin de contrato |

### Bajas Clausura 2021
| Bajas  |                 |               |           |                 |
| Dorsal | Jugador         | Posición      | Destino   | Tipo            |
| 1      | Gerson Argueta  | Portero       | Juticalpa | Fin de contrato |
| 5      | Diego Rodríguez | Defensa       | Motagua   | Fin de contrato |
| 10     | Jesse Moncada   | Mediocampista | Motagua   | Fin de contrato |
| 11     | Álex Cubas      | Mediocampista | Juticalpa | Fin de contrato |
| 15     | Darwin Andino   | Delantero     | Juticalpa | Fin de contrato |
| 16     | José García     | Defensa       | Olimpia   | Fin de cesión   |
| 27     | Óscar García    | Mediocampista | Motagua   | Fin de contrato |

## Entrenadores

### Listado de todos los tiempos
| - (2012-14) - Reynaldo Tilguath (2015) - Eduardo Bennett (2016) - Marvin Henríquez (2016-2017) - Reynaldo Tilguath (2017-2018) - Javier Padilla (2018) - Marvin Henríquez (2018) - Harold Yépez (2018) - Raúl Cáceres (2019-2020) - José "Tony" Hernández (2020) - Harold Yépez (2020) - Israel Canales (2020-2021) - Reynaldo Tilguath (2021-) |

### Cuerpo técnico 2020-21
José "Tony" Hernández  || Entrenador 
|-

## Palmarés

### Títulos nacionales
- Liga de Ascenso de Honduras: 2

Apertura 2017, Clausura 2018
- Liga Mayor de Honduras: 1

2016